# Parc naturel régional du Luberon
Pour l’article homonyme, voir Luberon.
Le parc naturel régional du Luberon est un parc naturel régional en Luberon, massif montagneux français peu élevé qui s'étend d'est en ouest entre les Alpes-de-Haute-Provence et le Vaucluse et qui comprend trois « montagnes » : le Luberon oriental, le Grand Luberon et le Petit Luberon. Il englobe également les versants sud des Monts de Vaucluse. Il abrite une faune et une flore d’une exceptionnelle diversité ainsi qu’un patrimoine architectural et paysager de grande valeur.

## Situation

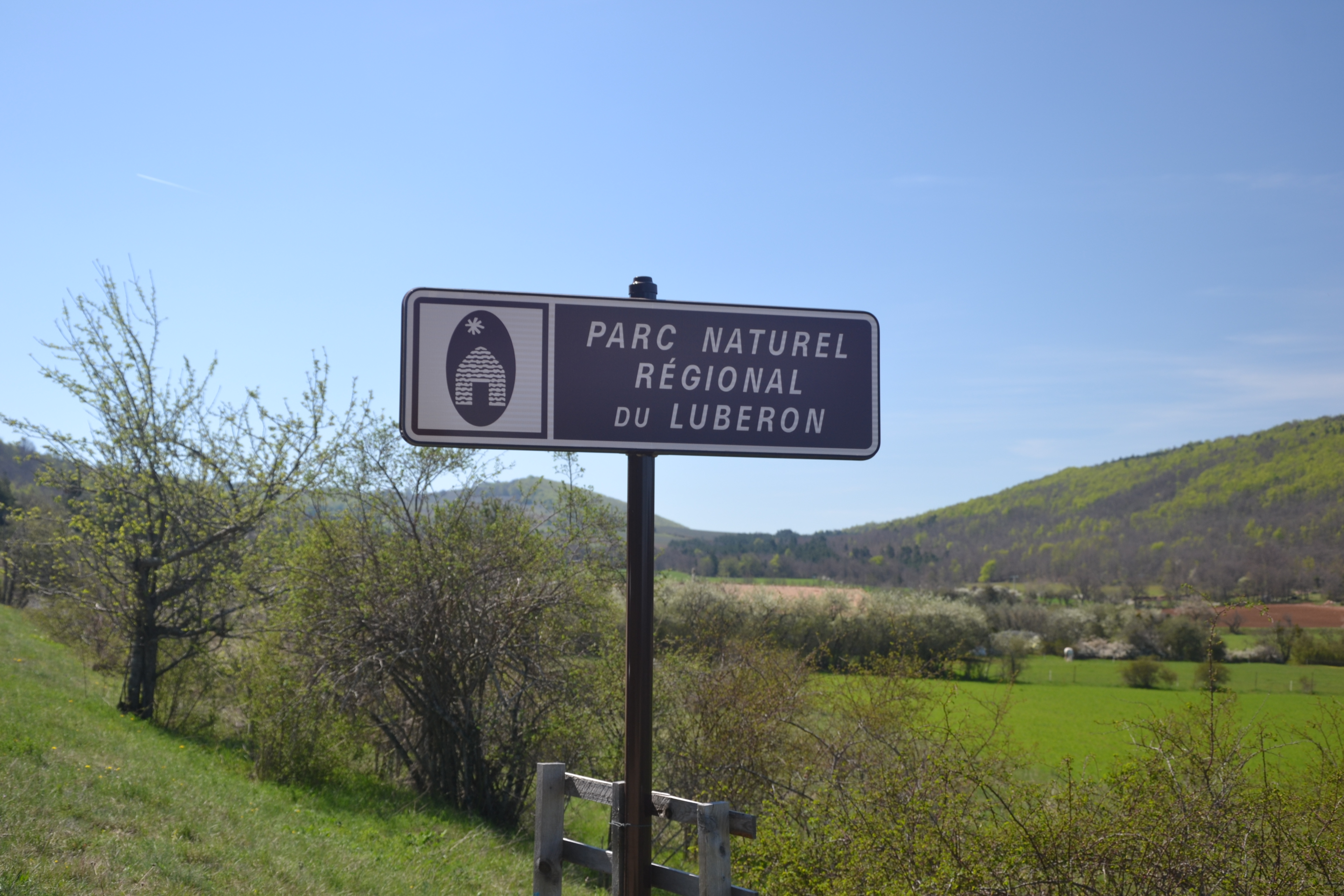
Panneau marquant les entrées dans le parc

Le parc s'étend sur les départements du Vaucluse (84) et des Alpes-de-Haute-Provence (04), il s'étend sur 85 communes mais il n'accueille que 77 communes adhérentes en 2009 et 167 676 habitants en 2006.

Logo du PNR du Luberon.

Il a une superficie de 185 145 ha et s'étend de Cavaillon à l'ouest jusqu'à la limite du parc naturel régional du Verdon à l'est, la Durance faisant office de frontière entre les deux. Au nord, le Luberon est bordé par les vallées du Coulon-Calavon et du Largue, où l'on distingue le bassin d'Apt, à l'Ouest, de celui de Manosque-Forcalquier, à l'est. Toujours vers le nord, les monts de Vaucluse servent de contreforts aux massifs du Ventoux et de Lure.
Vers le sud, le Luberon domine le bassin de la Durance et le pays d'Aigues.

## Le territoire du parc

### Le territoire du parc

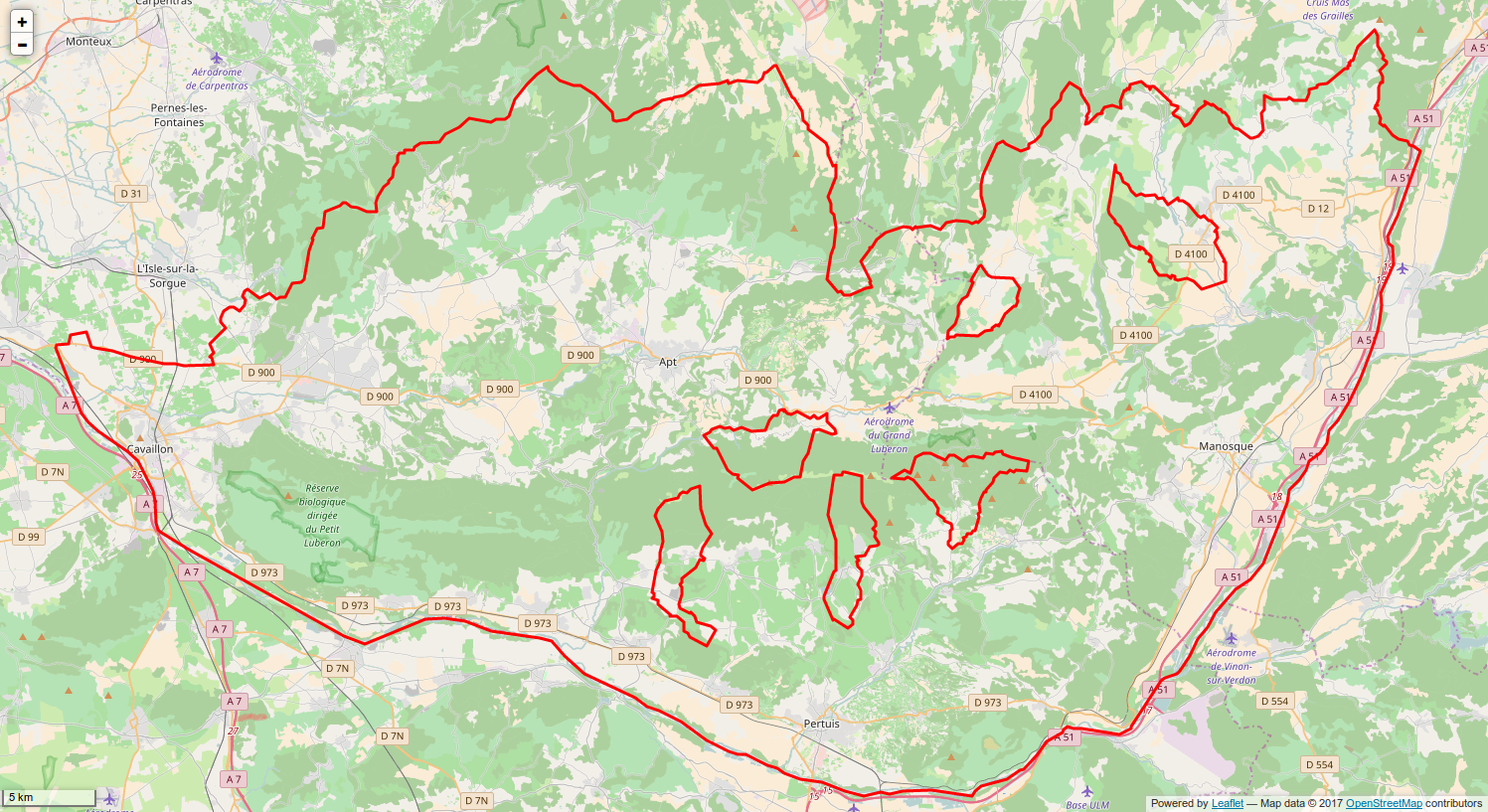
Périmètre du PNR.

Il est constitué du territoire des communes ayant délibéré pour approuver la charte du parc et adhérer au syndicat mixte de gestion. Elles sont au nombre de 77 et couvrent des communes du Luberon nord et sud mais aussi de la vallée du Calavon et de la partie sud des monts de Vaucluse comme Gordes, Joucas, Roussillon ou Saint-Saturnin-lès-Apt, ainsi que les environs de Manosque et de Forcalquier dans les Alpes de Haute-Provence. C'est ainsi que pour les locaux, la réalité du Luberon est très différente de ce que certains, agents immobiliers entre autres ou agents touristiques locaux, désirent présenter et vendre. Le parc du Luberon recouvrant une superficie considérablement plus étendu que le Luberon des gens du cru.

Les villes les plus importantes sont : Cavaillon, Apt, Manosque, Pertuis et Forcalquier.

### Géologie
Sur l'échelle des temps géologiques, le Luberon est constitué de roches datant de la fin du Mésozoïque jusqu'au milieu du  Cénozoïque.
Le massif montagneux est formé de terrains secondaires (Crétacé inférieur), la plaine qui l'entoure est principalement tertiaire.
Pour cette raison, cette région est connue comme riche en fossiles de la fin du Mésozoïque.
Le "Petit Luberon" est constitué d'une zone très large de calcaires argileux coupés par des bancs plus durs de calcaires (Néocomien) formant de grandes falaises. Sur le versant nord, c'est le Barrémien qui occupe la plus grande surface.
Le "Grand Luberon" est formé de calcaires argileux qui lui donnent son aspect arrondi (Hauterivien).

### Sismicité
Les cantons de Bonnieux, Apt, Cadenet, Cavaillon, et Pertuis sont classés en zone Ib (risque faible). Les autres cantons du département sont classés en zone Ia (risque très faible mais non négligeable), selon la classification déterministe de 1991. Ce zonage correspond à une sismicité ne se traduisant qu'exceptionnellement par la destruction de bâtiments.
Dans le passé, des séismes d'intensité VIII ont eu lieu le long du système de failles de la Moyenne Durance, dans la région de Manosque : à Manosque le 13 décembre 1509 puis le 14 août 1708,, à Beaumont-de-Pertuis en mars 1812, à Volx en mai 1913 ; la périodicité apparente d'environ cent ans de ces séismes fait que certains[Qui ?] s'attendent à un séisme dans cette zone dans les prochaines années.
Le tremblement de terre du 14 novembre 1887 est le mieux connu ; il s'est manifesté à Cavaillon avec le plus d'intensité, mais a été ressenti à des kilomètres à la ronde. Il a ainsi ébranlé le clocher de l'église de Gordes.

### Relief

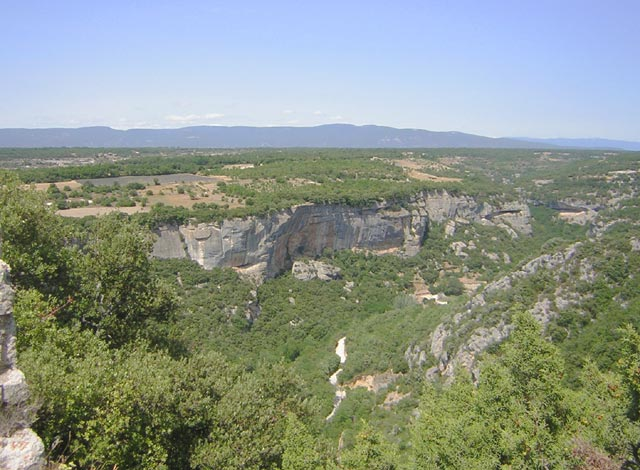
Vallée de l'Aigue brun

Tout le territoire du parc naturel régional du Luberon est marqué par un relief accidenté entrecoupé de larges vallées.
Au nord du parc, les monts de Vaucluse orientés est-ouest forment le contrefort aux montagnes du Ventoux et de Lure.
À l'ouest, les plaines de Joucas et de Coustellet sont séparées du bassin d'Apt par les collines de Goult et de Roussillon.
Au centre du parc, la montagne du Luberon est la colonne vertébrale du parc et constitue le principal relief. Ses pentes orientées au sud sont très abruptes alors que ses pentes nord sont plus douces vers le bassin d'Apt.
L'extrémité orientale du massif forme le Luberon Oriental avec un relief plus arrondi formé de collines aux pentes douces dominé par le sommet de Bellevue.
Au sud, la vallée de la Durance longe le parc. L'automne et la fonte des neiges en hiver peuvent élargir le lit jusqu'à un kilomètre par endroits. Un fort pourcentage de l'eau alimente des barrages et des canaux destinés aux différents besoins de l'homme (irrigation, eau domestique, énergie, etc.)
| Montagne / Massif | Altitude Minimale | Altitude Maximale | Sommet                 |
| ----------------- | ----------------- | ----------------- | ---------------------- |
| Petit Luberon     | 111 m             | 727 m             | Mourre de Cairas       |
| Grand Luberon     | 350 m             | 1 125 m           | Mourre Nègre           |
| Luberon Oriental  | 280 m             | 791 m             | sommet de Bellevue     |
| Monts de Vaucluse | 200 m             | 1 256 m           | Signal de Saint-Pierre |

### Environnement nocturne
Ce PNR est le premier à avoir intégré la protection de l'environnement nocturne, avant les lois Grenelle I et Grenelle II qui commencent à intégrer ces aspects. Il a aussi testé des moyens d'éclairages innovants et économes (lampadaires à Leds alimentés par panneaux photovoltaïques par exemple, à Lagnes, avec remplacement d'une centaine de lampadaires anciens par des « lanternes à LEDs (diodes électroluminescentes) avec abaissement de puissance. Garantissant un bon niveau d’éclairement, ce changement d’équipement permet une économie d’énergie de 40 %, tout en affichant une durée de vie 5 fois supérieure, et en diffusant moins de lumière parasite vers le ciel » .

Il a pu s'appuyer sur un groupe de travail et une cartographie (modélisation) de la pollution lumineuse faite pour la France et déclinée pour les parcs naturels régionaux et travaille à sensibiliser à la question via des conférences et documents à destination des élus, techniciens et du grand public.

## Reconnaissance internationale

### Réserve de biosphère de l'Unesco
En décembre 1997, le Luberon a été officiellement admis par l'UNESCO dans le réseau mondial des réserves de biosphère (MAB) avec comme structure de coordination le parc naturel régional du Luberon.
La réserve de biosphère s'étend sur un territoire plus large que le parc naturel régional, elle comprend, en effet, toutes les communes des communautés de communes de « Haute-Provence - Pays de Banon » et « Pays de Forqualquier - Montagne de Lure », ainsi que la commune de Pertuis, le long de la Durance et comble les trous dans le périmètre du parc. Au total, 99 communes sont concernées par la réserve de biosphère.

### Géoparc
En 2004, le parc naturel régional du Luberon a été admis au titre de géoparc dans le réseau mondial des Géoparcs soutenu par l'UNESCO,.

## La charte du parc
Selon l'article 3 de la charte : "la délimitation du périmètre du parc naturel régional du Luberon concilie deux approches :
- Une approche territoriale fondée sur des critères physiques et biogéographiques
- Une approche socio-économique prenant en compte les relations existantes entre les villes-centres (Apt, Cavaillon, Manosque, Pertuis) et les communes rurales environnantes."

## Les communes adhérentes à la charte du PNR Luberon

Le PNR du Luberon en PACA.

Le Luberon obtient le classement « parc naturel régional » en 1977 devenant ainsi le 17e parc naturel régional français. Ce classement a été renouvelé trois fois : le 19 décembre 1980, le 28 mai 1997 puis à nouveau pour douze ans par un décret du 20 mai 2009.
Le parc se compose de 75 communes. 26 dans le département des Alpes-de-Haute-Provence et 49 dans le département du Vaucluse :
Les intercommunalités ayant une ou plusieurs communes dans l'aire du PNRV sont les suivantes :
- Alpes-de-Haute-Provence
  - Communauté d'agglomération Durance Luberon Verdon. 8 communes, sur 25, sont adhérentes du PNRL: il s'agit de Corbières-en-Provence; La Brillanne; Manosque; Montfuron; Pierrevert; Sainte-Tulle; Volx et Villeneuve.
  - Communauté de communes Pays de Forcalquier - Montagne de Lure. 6 communes, sur 13, sont adhérentes du PNRL: il s'agit de Forcalquier; Limans; Lurs; Niozelles; Pierrerue et Sigonce.
  - Communauté de communes Haute-Provence Pays de Banon. 11 communes, sur 21, sont adhérentes du PNRL: il s'agit de Aubenas-les-Alpes; Dauphin; Montjustin; Oppedette; Reillanne; Revest-des-Brousses; Saint-Maime; Saint-Martin-les-Eaux; Saint-Michel-l'Observatoire; Vachères et Villemus.
- Vaucluse et Alpes-de-Haute-Provence
  - Communauté de communes Pays d'Apt-Luberon. 20 communes, sur 25, sont adhérentes du PNRL: il s'agit de Apt; Bonnieux; Caseneuve; Gargas; Goult; Joucas; Lacoste; Lagarde-d'Apt; Lioux; Ménerbes; Murs; Roussillon; Rustrel; Saignon; Saint-Martin-de-Castillon; Saint-Pantaléon; Saint-Saturnin-lès-Apt; Viens; Villars et Céreste-en-Luberon (commune des Alpes-de-Haute-Provence).
- Vaucluse
  - Communauté d'agglomération Luberon Monts de Vaucluse. 14 communes, sur 16, sont adhérentes du PNRL: il s'agit de Beaumettes; Cabrières-d'Avignon; Cavaillon; Cheval-Blanc; Gordes; Lauris; Lourmarin; Maubec; Mérindol; Oppède; Puget; Puyvert; Robion et Taillades
  - Communauté territoriale du Sud Luberon. 14 communes, sur 16, sont adhérentes du PNRL: il s'agit de Ansouis; La Bastide-des-Jourdans; La Bastidonne; Beaumont-de-Pertuis; Cabrières-d'Aigues; Cadenet; Cucuron; Grambois; Mirabeau; Peypin-d'Aigues; Saint-Martin-de-la-Brasque; Sannes, La Tour-d'Aigues et Villelaure.

| Nom                         | Code Insee | Gentilé             | Superficie (km2) | Population (dernière pop. légale) | Densité (hab./km2) |
| --------------------------- | ---------- | ------------------- | ---------------- | --------------------------------- | ------------------ |
| Apt (siège)                 | 84003      | Aptésiens           | 44,57            | 10 297 (2022)                     | 231                |
| Ansouis                     | 84002      | Ansouisiens         | 17,63            | 1 066 (2022)                      | 60                 |
| Aubenas-les-Alpes           | 04012      | Albascecois         | 7,93             | 85 (2022)                         | 11                 |
| La Bastide-des-Jourdans     | 84009      | Jordanois           | 27,74            | 1 723 (2022)                      | 62                 |
| La Bastidonne               | 84010      | Bastidonnais        | 5,9              | 914 (2022)                        | 155                |
| Beaumettes                  | 84013      | Beaumetois          | 2,59             | 308 (2022)                        | 119                |
| Beaumont-de-Pertuis         | 84014      | Beaumontais         | 56,07            | 1 102 (2022)                      | 20                 |
| Bonnieux                    | 84020      | Bonnieulais         | 51,12            | 1 166 (2022)                      | 23                 |
| La Brillanne                | 04034      | Brillannais         | 7,22             | 1 114 (2022)                      | 154                |
| Buoux                       | 84023      | Buouxiens           | 17,54            | 103 (2022)                        | 5,9                |
| Cabrières-d'Aigues          | 84024      | Cabriérains         | 18,96            | 947 (2022)                        | 50                 |
| Cabrières-d'Avignon         | 84025      | Cabriérois          | 14,68            | 1 741 (2022)                      | 119                |
| Cadenet                     | 84026      | Cadenetiens         | 25,08            | 4 327 (2022)                      | 173                |
| Caseneuve                   | 84032      | Caseneuviens        | 18,11            | 519 (2022)                        | 29                 |
| Cavaillon                   | 84035      | Cavaillonnais       | 45,96            | 25 890 (2022)                     | 563                |
| Céreste-en-Luberon          | 04045      | Cérestains          | 32,54            | 1 195 (2022)                      | 37                 |
| Cheval-Blanc                | 84038      | Chevalblanais       | 58,56            | 4 340 (2022)                      | 74                 |
| Corbières-en-Provence       | 04063      | Corbiérais          | 19,06            | 1 285 (2022)                      | 67                 |
| Cucuron                     | 84042      | Cucuronnais         | 32,68            | 1 849 (2022)                      | 57                 |
| Dauphin                     | 04068      | Dauphinois          | 9,71             | 837 (2022)                        | 86                 |
| Forcalquier                 | 04088      | Forcalquiérens      | 42,76            | 5 142 (2022)                      | 120                |
| Gargas                      | 84047      | Gargassiens         | 14,9             | 3 020 (2022)                      | 203                |
| Gordes                      | 84050      | Gordiens            | 48,04            | 1 664 (2022)                      | 35                 |
| Goult                       | 84051      | Goultois            | 23,77            | 1 067 (2022)                      | 45                 |
| Grambois                    | 84052      | Gramboisiens        | 31,2             | 1 204 (2022)                      | 39                 |
| Joucas                      | 84057      | Joucassiens         | 8,29             | 348 (2022)                        | 42                 |
| Lacoste                     | 84058      | Lacostois           | 10,66            | 453 (2022)                        | 42                 |
| Lagarde-d'Apt               | 84060      | Lagardiens          | 21,79            | 30 (2022)                         | 1,4                |
| Lauris                      | 84065      | Laurisiens          | 21,81            | 3 929 (2022)                      | 180                |
| Limans                      | 04104      | Limanais            | 20,97            | 387 (2022)                        | 18                 |
| Lioux                       | 84066      | Liouxois            | 38,89            | 287 (2022)                        | 7,4                |
| Lourmarin                   | 84068      | Lourmarinois        | 20,18            | 1 031 (2022)                      | 51                 |
| Lurs                        | 04106      | Lursiens            | 22,48            | 373 (2022)                        | 17                 |
| Manosque                    | 04112      | Manosquins          | 56,73            | 22 807 (2022)                     | 402                |
| Maubec                      | 84071      | Maubecquois         | 9,13             | 1 915 (2022)                      | 210                |
| Ménerbes                    | 84073      | Ménerbiens          | 30,27            | 967 (2022)                        | 32                 |
| Mérindol                    | 84074      | Mérindolais         | 26,59            | 2 273 (2022)                      | 85                 |
| Mirabeau                    | 84076      | Mirabelains         | 31,66            | 1 434 (2022)                      | 45                 |
| Montfuron                   | 04128      | Montfuronnais       | 18,88            | 220 (2022)                        | 12                 |
| Montjustin                  | 04129      | Montjustiniens      | 10,15            | 57 (2022)                         | 5,6                |
| Murs                        | 84085      | Mursois             | 31,27            | 390 (2022)                        | 12                 |
| Niozelles                   | 04138      | Niozellens          | 10,47            | 278 (2022)                        | 27                 |
| Oppède                      | 84086      | Oppédois            | 24,1             | 1 285 (2022)                      | 53                 |
| Oppedette                   | 04142      | Oppedetois          | 8,49             | 44 (2022)                         | 5,2                |
| Pertuis                     | 84089      | Pertuisiens         | 66,23            | 19 764 (2022)                     | 298                |
| Peypin-d'Aigues             | 84090      | Peypiniens          | 17,36            | 663 (2022)                        | 38                 |
| Pierrerue                   | 04151      | Pierreruriens       | 10,86            | 530 (2022)                        | 49                 |
| Pierrevert                  | 04152      | Pierreverdants      | 27,9             | 3 943 (2022)                      | 141                |
| Puget                       | 84093      | Pugétains           | 17,9             | 881 (2022)                        | 49                 |
| Puyvert                     | 84095      | Puyverdans          | 9,78             | 842 (2022)                        | 86                 |
| Reillanne                   | 04160      | Reillannais         | 38,55            | 1 730 (2022)                      | 45                 |
| Revest-des-Brousses         | 04162      | Revestains          | 22,95            | 264 (2022)                        | 12                 |
| Robion                      | 84099      | Robionnais          | 17,7             | 4 803 (2022)                      | 271                |
| Roussillon                  | 84102      | Roussillonnais      | 29,77            | 1 318 (2022)                      | 44                 |
| Rustrel                     | 84103      | Rustreliens         | 28,26            | 682 (2022)                        | 24                 |
| Saignon                     | 84105      | Saignonnais         | 19,6             | 922 (2022)                        | 47                 |
| Saint-Maime                 | 04188      | Saint-Maimois       | 7,51             | 904 (2022)                        | 120                |
| Saint-Martin-de-Castillon   | 84112      | Saint-Martiniens    | 38,21            | 695 (2022)                        | 18                 |
| Saint-Martin-de-la-Brasque  | 84113      | Saint-Martinasques  | 5,64             | 811 (2022)                        | 144                |
| Saint-Martin-les-Eaux       | 04190      | Saint-Martinois     | 9,15             | 123 (2022)                        | 13                 |
| Saint-Michel-l'Observatoire | 04192      | Saint-Michelois     | 27,78            | 1 278 (2022)                      | 46                 |
| Saint-Pantaléon             | 84114      | Saint-Pantaléonnais | 0,78             | 207 (2022)                        | 265                |
| Saint-Saturnin-lès-Apt      | 84118      | Saturninois         | 75,79            | 2 986 (2022)                      | 39                 |
| Sannes                      | 84121      | Sannois             | 4,6              | 292 (2022)                        | 63                 |
| Sainte-Tulle                | 04197      | Tullésains          | 17,07            | 3 530 (2022)                      | 207                |
| Sigonce                     | 04206      | Sigonçois           | 19,97            | 421 (2022)                        | 21                 |
| Taillades                   | 84131      | Tailladais          | 6,86             | 1 998 (2022)                      | 291                |
| La Tour-d'Aigues            | 84133      | Tourains            | 41,3             | 4 375 (2022)                      | 106                |
| Vachères                    | 04227      | Vacherois           | 23,42            | 318 (2022)                        | 14                 |
| Viens                       | 84144      | Viensois            | 34,59            | 624 (2022)                        | 18                 |
| Villars                     | 84145      | Villarsois          | 30,05            | 770 (2022)                        | 26                 |
| Villelaure                  | 84147      | Villelauriens       | 18,25            | 3 395 (2022)                      | 186                |
| Villemus                    | 04241      | Villemusiens        | 9,59             | 193 (2022)                        | 20                 |
| Villeneuve                  | 04242      | Villeneuvois        | 25,55            | 4 386 (2022)                      | 172                |
| Volx                        | 04245      | Volxiens            | 19,52            | 3 227 (2022)                      | 165                |

## Le terroir

### L'ocre de Roussillon a donné sa couleur aux maisons
La mer, en se retirant il y a des millions d'années, a légué aux hommes un trésor sédimentaire : l'ocre, précieux colorant. Près du village de Roussillon, de grandes carrières ont été exploitées depuis la fin du XVIIIe siècle. Elles ont employé mille personnes jusqu'en 1930. Aujourd'hui, à Gargas, une demi-douzaine y travaillent. Il en demeure un paysage de falaises rouges sculptées à la fois par la nature et les artisans. Le site est rendu aux promeneurs. L'ocre a été utilisée dans le revêtement des façades, pour les papiers peints et la toile cirée.

### La réserve naturelle géologique du Luberon
Protégeant 28 sites, elle couvre 20 communes du parc naturelle du Luberon, pour une surface totale de 397,74 hectares. La réserve naturelle a été créée pour protéger 28 sites géologiques de l'ère tertiaire qui se répartissent en 4 catégories : sites à vertébrés, insectes et végétaux fossiles oligocènes, dalles à empreintes de pas de mammifères oligocènes, sites à vertébrés de l'Éocène et du Miocène, sites à invertébrés du Miocène et du Pliocène.

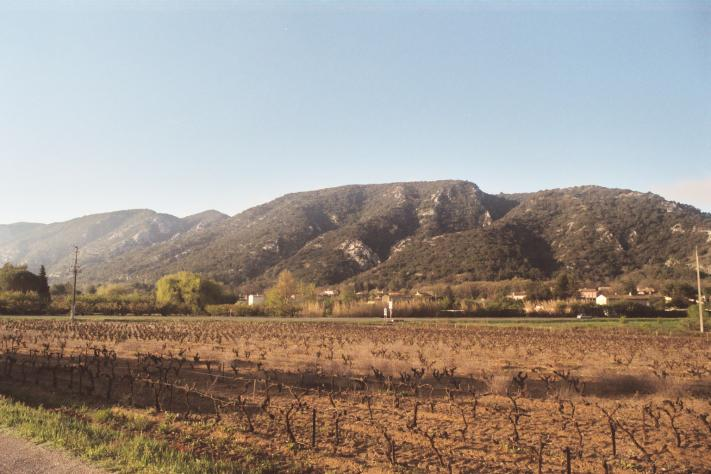
Petit Luberon au niveau de Robion

## Activités économiques
Agriculture et élevage (fruits, légumes, vins, mouton, lavande), agro-alimentaire (confiserie, conditionnement, expédition), tourisme, immobilier et construction sont les principales activités que l'on retrouve sur les communes du territoire.

### Agriculture et productions
La majeure partie des hauteurs du massif se situe dans une zone protégée où toute culture est interdite. Cependant, sur les contreforts du massif, on retrouve des arbres fruitiers (principalement amandiers, cerisiers, oliviers) et des vignes. Cette culture est très ancienne et l'on estime que les premières implantations de vignobles en Luberon remontent à l'installation des Romains dans le Luberon en l'an -120.
Une appellation d'origine contrôlée (AOC) « Côtes du Luberon » regroupe de nombreux producteurs. Cette appellation concerne les vignobles implantés au sud de la RN 100 (dans la vallée nord du Petit Luberon). Au nord, ils appartiennent à l'AOC « Ventoux ».
Les plateaux apposés ou accolés au massif offrent aussi de nombreuses traces d'agriculture ancienne ; de nombreux vestiges y ont été retrouvés, notamment sur le plateau des Claparèdes. Enfin, on trouve aussi des cultures d'herbes aromatiques, de lavandins (trop bas pour une culture de « lavandes vraies ») et autres essences.
Le territoire du parc naturel régional du Luberon, grâce à deux essences arboricoles favorables à la truffe : le chêne vert et le chêne blanc, est l'un des terroirs de Provence réputés pour la qualité et la quantité de ses tuber melanosporum. Ses sols, à l'exception de quelques rares terrains acides (sables ocreux) sont essentiellement calcaires, et ont permis de mettre en place des nombreuses plantations de chênes truffiers qui permettent de récolter le diamant noir. Ces truffières doivent tout à un enfant du pays Joseph Talon qui fut le premier à mettre en évidence que les chênes issus de glands de chênes truffiers sauvages étaient les plus producteurs. Aussi les participants aux deuxièmes rencontres internationales de la truffe qui se sont déroulées à  Ménerbes le 19 janvier 2008 ont rendu hommage à Joseph Talon, le père de la trufficulture moderne et rappelé que le Vaucluse est le berceau de celle-ci.

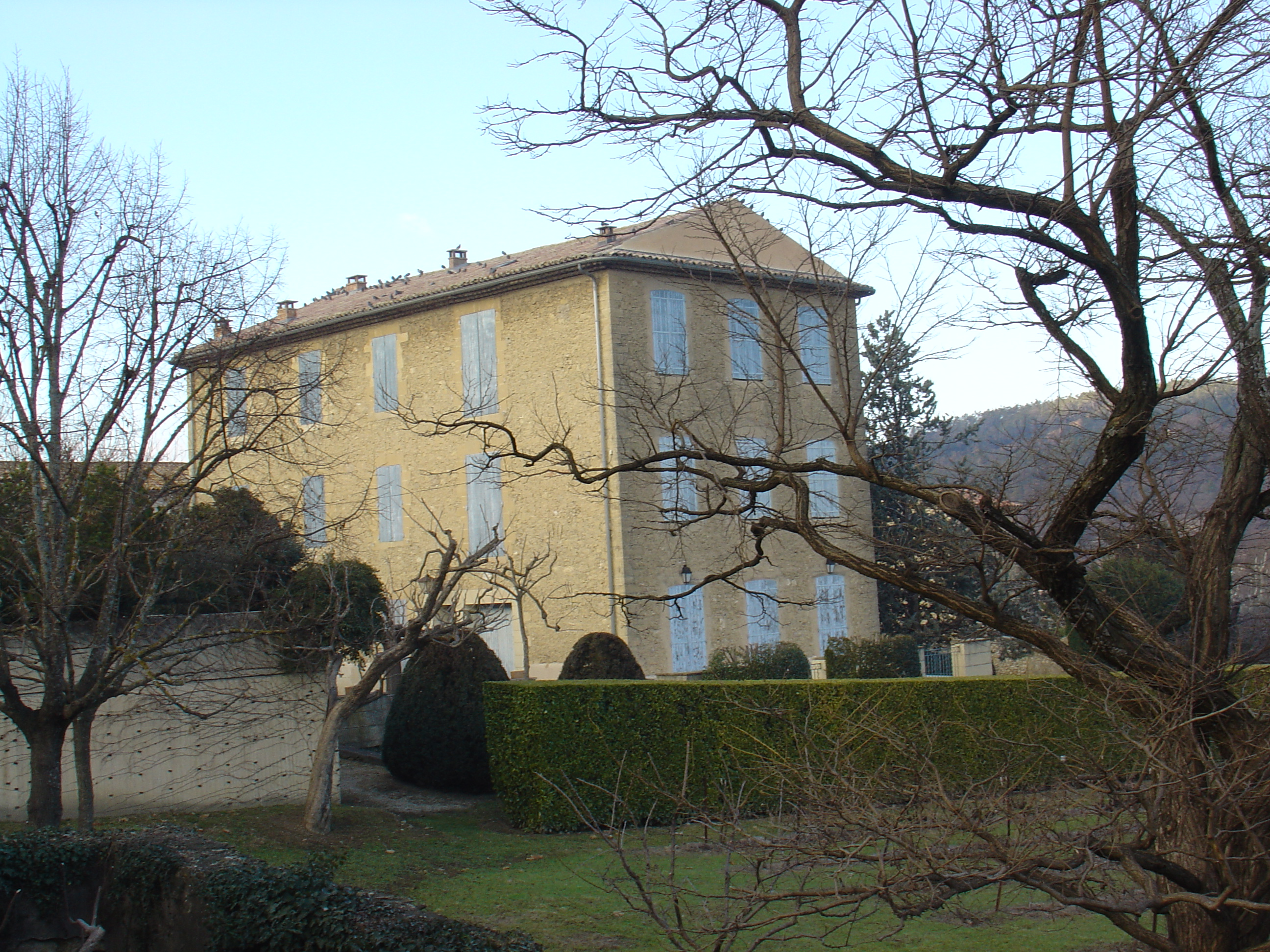
La magnanerie de Mirabeau

Historiquement, l'élevage du ver à soie fut très important dans le secteur du Luberon, mais il a disparu à la suite d'épizooties (pébrine) qui ont décimé les populations, mais aussi à cause de la modernisation de l'industrie textile, notamment avec la fabrication d'une « soie » artificielle (viscose) par le comte Hilaire de Chardonnet en 1884. De nombreuses bâtisses, principalement des mas, ont gardé des traces de ces magnaneries (pièces destinées à l'élevage du ver à soie). On produit aussi dans le Luberon du miel (apiculture) et on élève des chèvres pour la fabrication de fromages.
Le blé meunier d'Apt est une variété de blé, dite aussi touselle blanche de Pertuis, qui a été retrouvée et identifiée, en 1985, chez un agriculteur retraite de Buoux, par les techniciens du parc naturel régional du Luberon. Ils la firent immédiatement multiplier. Ce blé étair considéré au début du XIXe siècle comme « une espèce de première valeur alimentaire » pour les pâtisseries et en particulier les pompes à l'huile. Sa farine est pauvre en gluten comme toutes celles issues des vieilles variétés de blé. Elle entre désormais dans la composition du galapian, pâtisserie du Luberon à base d’amandes, miel de lavande, melon et bigarreau confit. Sur les pains, utilisant cette farine, des marques en étoiles sont réalisées sur les boules et sur les pavés. Ils sont farinés et pourvus d’une pastille azyme avec le logo « Produit du parc naturel régional du Luberon ». Depuis 17 avril 1995, le comité de l'Arche du Goût, antenne française du mouvement international Slow Food, lors de ses assises tenues à l'Université du vin de Suze-la-Rousse a consacré ce blé « sentinelle du goût », en même temps que l'épeautre de Sault et la brousse du Rove.
Les pratiques de relance des variétés paysannes de céréales dans le Luberon ont été reconnues par le ministère de la Culture et inscrite à l'inventaire du patrimoine culturel immatériel en France en 2019.

### Tourisme

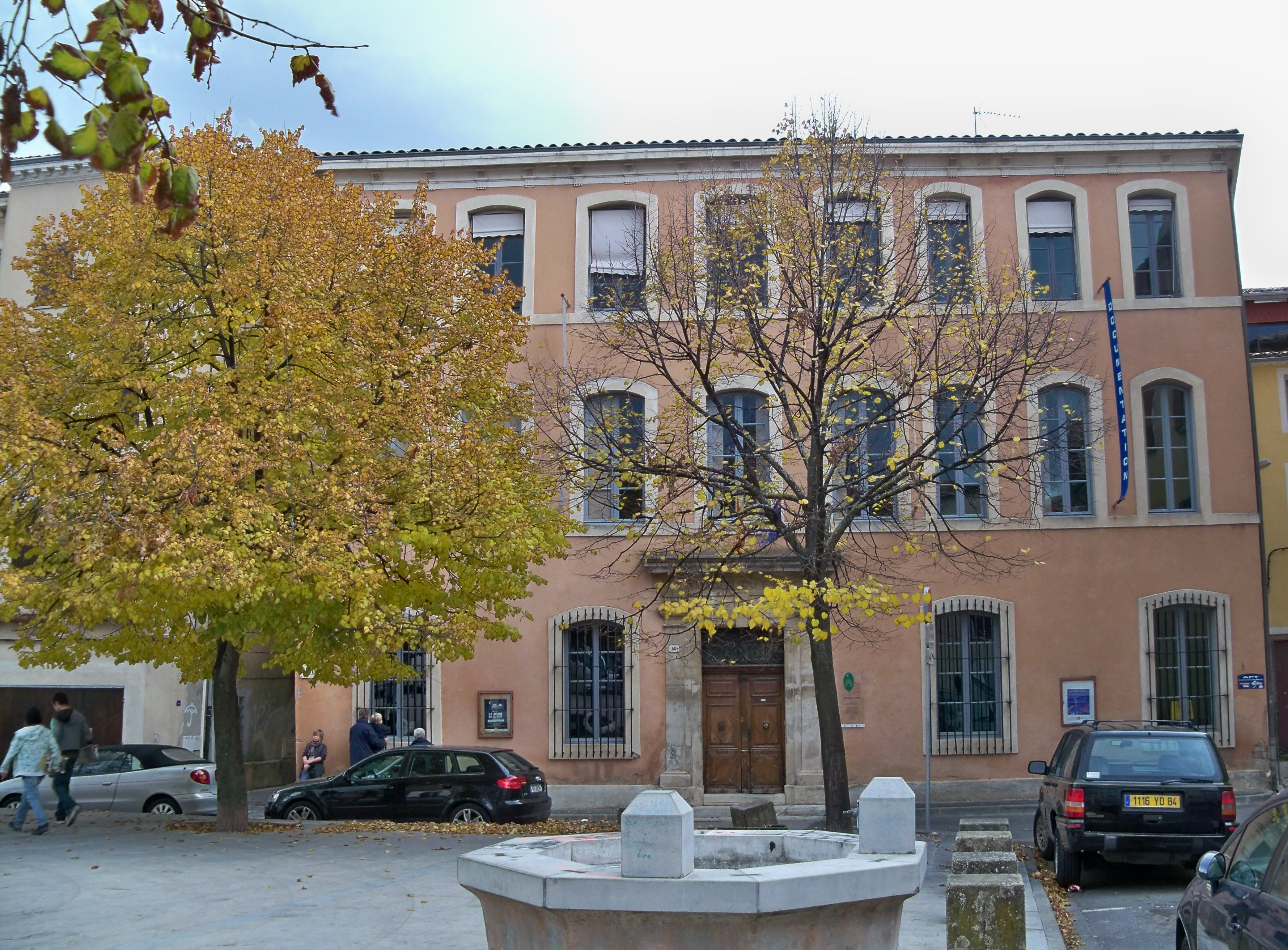
Maison du parc naturel régional du Luberon à Apt

Hormis l'agriculture, l'économie la plus facilement identifiable autour du massif du Luberon est liée au tourisme. Même les producteurs viticoles semblent tenir compte du développement du tourisme et de plus en plus de domaines proposent en plus de la traditionnelle dégustation, de véritables cours d'initiation à l'œnologie. Le parc du Luberon lui-même devient objet économique (par exemple avec la « maison du parc » à Apt, ou la création de labels).
On peut considérer trois principales sortes de tourisme en Luberon. Tout d'abord, le tourisme historique et culturel qui s'appuie sur un patrimoine riche des villages perchés ou sur des festivals. Ensuite, le tourisme détente qui se traduit par un important développement des chambres d'hôtes, de l'hôtellerie et de la location saisonnière, par une concentration importante de piscines et par des animations comme des marchés provençaux. Enfin, le tourisme vert qui profite des nombreux chemins de randonnées et du cadre protégé qu'offrent le Luberon et ses environs.
Ils sont 350 000 en 1991 à arpenter le parc naturel régional du Luberon.
Les petites structures communales pour la gestion du tourisme, comme les syndicats d'initiative ou les points d'informations, ont tendance à être supprimées et remplacées par des structures intercommunales.
Plusieurs jardins situés dans le parc ont reçu le label de jardin remarquable décerné par le ministère de la Culture. Citons le jardin à la française du pavillon de Galon à Cucuron, le potager du château de Val Joanis à Pertuis ou le jardin de la Louve, à Bonnieux.

### Exploitation des richesses du sous-sol
Sur les flancs du Petit et du Grand Luberon, on exploite la richesse des roches calcaires avec de nombreuses carrières où l'on extrait des pierres blanches (Roche d'Espeil, Pierre de Ménerbes, Estaillades).
L'homme a aussi exploité la richesse en fer des terres ocrières au nord du Petit Luberon, au centre et à l'est de la vallée du Calavon, mais les guerres mondiales, les coûts de production et l'émergence de nouveaux pays fournisseurs de minerai de fer ont eu raison de cette activité.
À Manosque, les couches profondes de sel servent au stockage de produits pétroliers et de gaz naturel par les sociétés Géosel et Géométhane (installations classées Seveso seuil haut [très dangereuses]).

### Énergies renouvelables
En raison de son exposition au mistral due à son relief particulier et de la proximité de la vallée du Rhône, la première des deux sources potentielles d'énergies renouvelables du massif est l'énergie éolienne. À partir de l'année 2000, des investisseurs et des bureaux d'études se sont rapprochés des communes au plus fort potentiel. Le 23 juin 2003, une charte a été adoptée par le biais du parc, après un travail d'information, d'étude et de réflexion, qui rappelle entre autres les contraintes réglementaires.
La seconde se trouve dans la filière bois. Depuis 2001, une politique ambitieuse est menée par le parc. Cette énergie propre a également l'avantage de participer à l'entretien et la protection de la forêt. Sur la superficie de la zone protégée, elle représente un volume de 2 250 000 m3. L'inventaire forestier de 1994 a montré un accroissement de 50 000 m3 par an pour les espèces de pins d'Alep et de pins sylvestres. Les trois quarts de la superficie correspondent à des parcelles où la pente est inférieure à 30 %,.

### Gestion
Ce parc naturel est géré par un président et 5 vice-présidents.
Le 31 mars 2016, les 27 votants du syndicat de gestion ont élu à Forcalquier, ces 5 vice-présidents.

### Cinéma
Plusieurs communes du parc naturel du Luberon ont servi de décor à des films :
- 1968 : La Maison des bories de Jacques Doniol-Valcroze, tourné à Lourmarin
- 1970 : Heureux qui comme Ulysse avec Fernandel à Roussillon et Cavaillon
- 1978 : La Femme qui pleure de Jacques Doillon
- 1981 : Les Babas cool (autre titre : Quand tu seras débloqué, fais-moi signe) de François Leterrier, tourné à Forcalquier et à Saignon
- 1983 : L'Été meurtrier avec Isabelle Adjani et Alain Souchon tourné principalement à Gordes, Cavaillon et Villars
- 1986 : Manon des sources et Jean de Florette tournés à Mirabeau et Vaugines par Claude Berri
- 1989 : Après la guerre de Jean-Loup Hubert : tourné autour de Saint-Michel-l'Observatoire
- 1992 : La Belle Histoire de Claude Lelouch : séquences bibliques tournées dans les carrières d'ocre de Roussillon
- 1994 : Grosse Fatigue de Michel Blanc
- 1995 : Gazon maudit de Josiane Balasko tourné principalement à Apt, Gordes et Cavaillon
- 1995 : Le Hussard sur le toit de Jean-Paul Rappeneau, tourné en partie à Cucuron (d'après le roman éponyme de Jean Giono)
- 1995 : French Kiss, comédie romantique américaine de Lawrence Kasdan avec Meg Ryan et Kevin Klinetourné à Lauris et Pertuis[34]
- 2003 : Swimming Pool de François Ozon tourné principalement à Ménerbes
- 2003 : 18 ans après de Coline Serreau
- 2006 : Une grande année de Ridley Scott, tourné principalement à Bonnieux et Gordes
- 2006 : Les Vacances de Mr. Bean de Steve Bendelack, tourné à Cavaillon, Oppède-le-vieux et Gordes
- 2008 : Mademoiselle Chambon, film français de Stéphane Brizé avec Vincent Lindon, Sandrine Kiberlain, Aure Atika et Jean-Marc Thibault tourné à Pertuis[35],[34]